# Paspalidium udum
Paspalidium udum är en gräsart som beskrevs av Stanley Thatcher Blake. Paspalidium udum ingår i släktet Paspalidium och familjen gräs. Inga underarter finns listade i Catalogue of Life.